# 今村仁司
今村 仁司（いまむら ひとし、1942年2月26日 - 2007年5月5日）は、日本の哲学者。専門は社会思想史・社会哲学。主に1980年代以降、多数の翻訳や著作によって、フランス現代思想を中心に現代思想の諸潮流を日本に紹介した。著書に『暴力のオントロギー』(1982年)、『現代思想の系譜学』(1986年)、『社会性の哲学』(2007年)などがある。

## 経歴
1942年、岐阜県生まれ。岐阜県立岐阜高等学校を経て、京都大学経済学部へ進学し、1965年に卒業。京都大学大学院経済学研究科に進み、1970年に博士課程を修了。
その後は、東京経済大学経済学部教授。元々はマルクス経済学の研究者であり、当時マルクス主義の独自な認識論を展開していたフランスのルイ・アルチュセールに関心を抱き、アルチュセールを批判的に考察した諸論考を世に出した。その後労働と暴力の2つを主題にした社会哲学的視点からの論考を執筆。
1980年代前後から、ジャン・ボードリヤール、モーリス・ゴドリエ、ジャン＝フランソワ・リオタールなどの翻訳のほか、啓蒙書や対談など幅広く手がけ、アルチュセール、シャルル・フーリエ、ルネ・ジラールを含めたフランスのポストモダン思想の断片を日本に紹介した。日本における80年代のポストモダン・ブーム、ニューアカデミニズム（ニューアカ）ブーム、現代思想ブームの火付け役の一人。また、1990年代前後からはピエール・ブルデュー、ヴァルター・ベンヤミンの翻訳などにも対象を広げた。
1995年に、真宗大谷派金沢教化研究室から依頼された講演をきっかけに、浄土真宗の人々と交流を持つようになった。その交流の中で、真宗大谷派の僧侶である清沢満之の哲学精神に驚き、『清沢満之と哲学』（岩波書店）を書き上げた(2003年に大谷大学へ提出した学位論文『清沢満之と哲学』であり、文学博士号を取得)。清沢満之を案内者として、親鸞の『教行信証』を第一級の哲学書とみなすようになった。ただし、清沢満之が重要視した『歎異抄』については、親鸞の著作でないため補助的材料以上ではないとしている。
絶筆となった『親鸞と学的精神』の序に「歴史時代を異にする日本思想史上希有の二人に出会うことができたのは二重の幸運と言うべきである。」と述べている。
2007年5月5日、胃癌のため死去。享年65。

## 著書
- 1970年代
  - 1975年『歴史と認識―アルチュセールを読む』新評論
    - 増補改題『アルチュセールの思想―歴史と認識』講談社学術文庫、1993年
- 1980年代
  - 1980年『人と思想　アルチュセール』清水書院
    - 新版 2015年

  - 1981年『労働のオントロギー』勁草書房
  - 1982年『暴力のオントロギー』勁草書房
  - 1983年『批判への意志』冬樹社
    - 勁草書房 1987年
    - 改題『現代思想の展開』講談社学術文庫、1995年 解説：鷲田清一

  - 1983年『社会科学批評』国文社
  - 1985年『排除の構造―力の一般経済序説』青土社
    - 文庫化 ちくま学芸文庫 1992年

  - 1985年『現代思想のキイ・ワード』講談社現代新書
    - 増補 ちくま文庫 2006年

  - 1985年『仕事』弘文堂
    - 増補 講談社学術文庫  2024年 解説：鷲田清一

  - 1986年『現代思想の系譜学』筑摩書房
    - 文庫化 ちくま学芸文庫 1993年

  - 1987年『思想の現在―実存主義・構造主義・ポスト構造主義』河合文化教育研究所（河合ブックレット）
  - 1987年『思想の星座』洋泉社
  - 1989年『精神の政治学―作る精神とは何か』福武書店
- 1990年代
  - 1990年『理性と権力―生産主義的理性批判の試み』勁草書房
  - 1990年『作ると考える―受容的理性に向けて』講談社現代新書
  - 1991年『格闘する現代思想―トランスモダンへの試み』講談社現代新書
  - 1992年『現代思想の基礎理論』講談社学術文庫 解説：田辺繁治
  - 1993年『タイで考える』青土社
  - 1994年『近代性の構造―「企て」から「試み」へ』講談社選書メチエ[4]
  - 1994年『中国で考える』青土社
  - 1994年『貨幣とは何だろうか』ちくま新書
  - 1995年『ベンヤミンの〈問い〉―「目覚め」の歴史哲学』講談社選書メチエ
  - 1996年『群集―モンスターの誕生』ちくま新書
  - 1996年『「大菩薩峠」を読む―峠の旅人』ちくま新書
  - 1996年『現代思想の源流―マルクス・ニーチェ・フロイト』（共著）講談社
  - 1997年『アルチュセール―認識論的切断』(現代思想の冒険者たち 22) 講談社
    - 改題『アルチュセール全哲学』講談社学術文庫、2007年 解説：市田良彦

  - 1998年『近代の思想構造―世界像・時間意識・労働』人文書院
  - 1998年『近代の労働観』岩波新書
  - 1999年『人と思想　フーコー』栗原仁と共著、清水書院
- 2000年代
  - 2000年『交易する人間〈ホモ・コムニカンス）―贈与と交換の人間学』講談社選書メチエ。講談社学術文庫、2017年
  - 2000年『ベンヤミン「歴史哲学テーゼ」精読』岩波現代文庫
  - 2003年『清沢満之の思想』人文書院
  - 2004年『清沢満之と哲学』岩波書店
  - 2005年『抗争する人間（ホモ・ポレミクス）』講談社選書メチエ
  - 2005年『マルクス入門』ちくま新書
  - 2007年『儀礼のオントロギー - 人間社会を再生産するもの』今村真介共著、講談社
  - 2007年『社会性の哲学』岩波書店※以下は遺著。
  - 2009年『親鸞と学的精神』岩波書店

## 訳書
- 1970年代
  - 1970年 アンリ・ルフェーヴル「マルクスの新たな読み方のための提案」、河野健二監訳『若きマルクスと現代』合同出版
  - 1970年 イリング・フェッチャー「若きマルクスにおける自由観の具体化」、河野健二監訳『若きマルクスと現代』合同出版
  - 1976年 ジェルジ・マールクシュ『マルクス主義と人間学』高橋洋児、良知力と共訳、河出書房新社
  - 1979年 E.バリバール『史的唯物論研究』新評論
  - 1979年 ジャン・ボードリヤール『消費社会の神話と構造』塚原史と共訳、紀伊國屋書店
- 1980年代
  - 1980年 モーリス・ゴドリエ『経済人類学序説』日本ブリタニカ
  - 1981年 ジャン・ボードリヤール『生産の鏡』宇波彰と共訳、法政大学出版局
  - 1982年 ジャン・ボードリヤール『象徴交換と死』塚原史と共訳、筑摩書房・ちくま学芸文庫（1992年）
  - 1982年 ジャン・ボードリヤール『記号の経済学批判』共訳、法政大学出版局
  - 1984年 モーリス・ゴドリエ『経済における合理性と非合理性：経済人類学への道』国文社
  - 1985年 マイケル・ライアン『デリダとマルクス』勁草書房11
  - 1987年 ジャン＝フランソワ・リオタール『漂流の思想：マルクスとフロイトからの漂流』共訳、国文社
  - 1987年 『交差する科学知』(叢書知のパサージュ 3) 共訳、ユニテ
  - 1987年 『哲学のポスト・モダン』(叢書知のパサージュ 1) 共訳、ユニテ
  - 1988年 ピエール・ブルデュ『実践感覚1』港道隆と共訳、みすず書房
  - 1988年 ジャン＝リュク・プチ『労働の現象学』松島哲久と共訳、法政大学出版局11
  - 1988年 テリー・イーグルトン『ワルター・ベンヤミン：革命的批評に向けて』有満麻美子・高井宏子共訳、勁草書房
  - 1989年 ジャック・ビデ『資本論をどう読むか』共訳、法政大学出版局
  - 1989年 『断片を超えて：フェミニズムと社会主義』シーラ・ローバトム、ヒラリー・ウェインライト、リン・シーガル著、沢田美沙子・坂上桂子共訳、勁草書房
  - 1989年 マーティン・ジェイ『永遠の亡命者たち―知識人の移住と思想の運命』共訳、新曜社
- 1990年代
  - 1990年 ピエール・ブルデュ『実践感覚 2』港道隆と共訳、みすず書房
  - 1993年 シモーヌ・ドゥブー『フーリエのユートピア』監訳、平凡社
  - 1993年 W.ベンヤミン『パサージュ論1』岩波書店。岩波現代文庫（2003年）。各・岩波文庫で新版
  - 1993年 W.ベンヤミン『パサージュ論4』岩波書店。岩波現代文庫（2003年）、同
  - 1994年 W.ベンヤミン『パサージュ論3』岩波書店。岩波現代文庫（2003年）、同
  - 1995年 W.ベンヤミン『パサージュ論2』岩波書店。岩波現代文庫（2003年）、同
  - 1995年 W.ベンヤミン『パサージュ論5』岩波書店。岩波現代文庫（2003年）、同（2020-21年）
  - 1995年 ルイ・アルチュセール『哲学について』筑摩書房
  - 1996年 アレクサンドル・コジェーヴ『法の現象学』堅田研一と共訳、法政大学出版局
  - 1996年 L.アルチュセール他『資本論を読む』ちくま学芸文庫
  - 1997年 J.J.ルセルクル『現代思想で読むフランケンシュタイン』沢里岳史と共訳、講談社
  - 1997年 マーティン・ジェイ『世紀末社会主義』大谷遊介と共訳、法政大学出版局
  - 1998年 ヤン・ムーリエ・ブータン『アルチュセール伝：思想の形成(1918-1956)』（共訳）筑摩書房
- 2000年代
  - 2001年 『清沢満之語録―現代語訳』岩波現代文庫
  - 2005年 『資本論』（マルクス・コレクション3、4、5）カール・マルクス著、三島憲一・鈴木直ほかと共訳、筑摩書房
    - ちくま学芸文庫 2024年

  - 2007年 ジョルジュ・ソレル『暴力論』塚原史と共訳、岩波文庫
  - 2008年 フランソワ・フュレ『マルクスとフランス革命』今村真介共訳、法政大学出版局（叢書・ウニベルシタス）

## 編著
- 1980年代
  - 1986年『ワードマップ資本主義』新曜社
  - 1987年『老いの様式：その現代的省察』多田富雄と共編、誠信書房
  - 1988年『現代思想を読む事典』講談社
- 1990年代
  - 1992年『トランスモダンの作法』リブロポート
  - 1994年『現代思想ピープル101』新書館
  - 1996年『広松渉著作集』共編、岩波書店
  - 1996年-98年『現代思想の冒険者たち』共編、講談社
- 2000年代
  - 2001年『思想読本マルクス』作品社
  - 2004年『ヘーゲル』共編、講談社選書メチエ

## 交友関係
- 本山美彦
- 長岡克行
- 高橋順一
- 田辺繁治
- 野家啓一
- 三島憲一
- 鷲田清一
- 宇波彰
- 塚原史
- 桜井哲夫 (社会学者)